# Associazione Fascista Calcio Vicenza 1932-1933

## Stagione
In questa stagione l'attacco berico fu il migliore del Girone con 64 reti, la squadra biancorossa concluse il Girone C da capolista con un distacco di cinque punti dal Treviso giunto secondo. Il Vicenza fu ammesso alle finali per la promozione in Serie B. Si piazzò secondo nel girone finale C e fu promosso nella serie cadetta per l'allargamento dei quadri.

## Rosa
| N. |                   | Ruolo | Calciatore        |
| -- | ----------------- | ----- | ----------------- |
|    | Italia (bandiera) | P     | Giuseppe Pasini   |
|    | Italia (bandiera) | P     | Mario Zorzan      |
|    | Italia (bandiera) | D     | Luigi Busato      |
|    | Italia (bandiera) | D     | Paolo Canazza     |
|    | Italia (bandiera) | D     | Giuseppe Caneva   |
|    | Italia (bandiera) | D     | Luigi Dal Maschio |
|    | Italia (bandiera) | D     | Ottavio Giordan   |
|    | Italia (bandiera) | D     | Egidio Marcato    |
|    | Italia (bandiera) | D     | Marcolongo        |
|    | Italia (bandiera) | D     | Tiziano Morando   |
|    | Italia (bandiera) | D     | Camillo Todescato |
|    | Italia (bandiera) | D     | Mario Todescato   |
|    | Italia (bandiera) | D     | Erminio Tressi    |
|    | Italia (bandiera) | C     | Bruno Camolese    |

| N. |                   | Ruolo | Calciatore           |
| -- | ----------------- | ----- | -------------------- |
|    | Italia (bandiera) | C     | Giovanni Castegnaro  |
|    | Italia (bandiera) | C     | Bruno Chiozza        |
|    | Italia (bandiera) | C     | Giovanni De Giovanni |
|    | Italia (bandiera) | C     | Silvio Griggio       |
|    | Italia (bandiera) | C     | Mario Menti          |
|    | Italia (bandiera) | C     | Umberto Menti        |
|    | Italia (bandiera) | C     | Benvenuto Ronzani    |
|    | Italia (bandiera) | C     | Mariano Rossi        |
|    | Italia (bandiera) | C     | Remigio Scavazza     |
|    | Italia (bandiera) | A     | Giobatta Bertoldi    |
|    | Italia (bandiera) | A     | Giuseppe Cesaro      |
|    | Italia (bandiera) | A     | Antonio Clavello     |
|    | Italia (bandiera) | A     | Guido Libondi        |
|    | Italia (bandiera) | A     | Giovanni Sorio       |
|    | Italia (bandiera) | A     | Pietro Spinato       |